# Satanocrater fellatensis
Satanocrater fellatensis är en akantusväxtart som beskrevs av Georg August Schweinfurth. Satanocrater fellatensis ingår i släktet Satanocrater och familjen akantusväxter. Inga underarter finns listade i Catalogue of Life.